# Metalografia

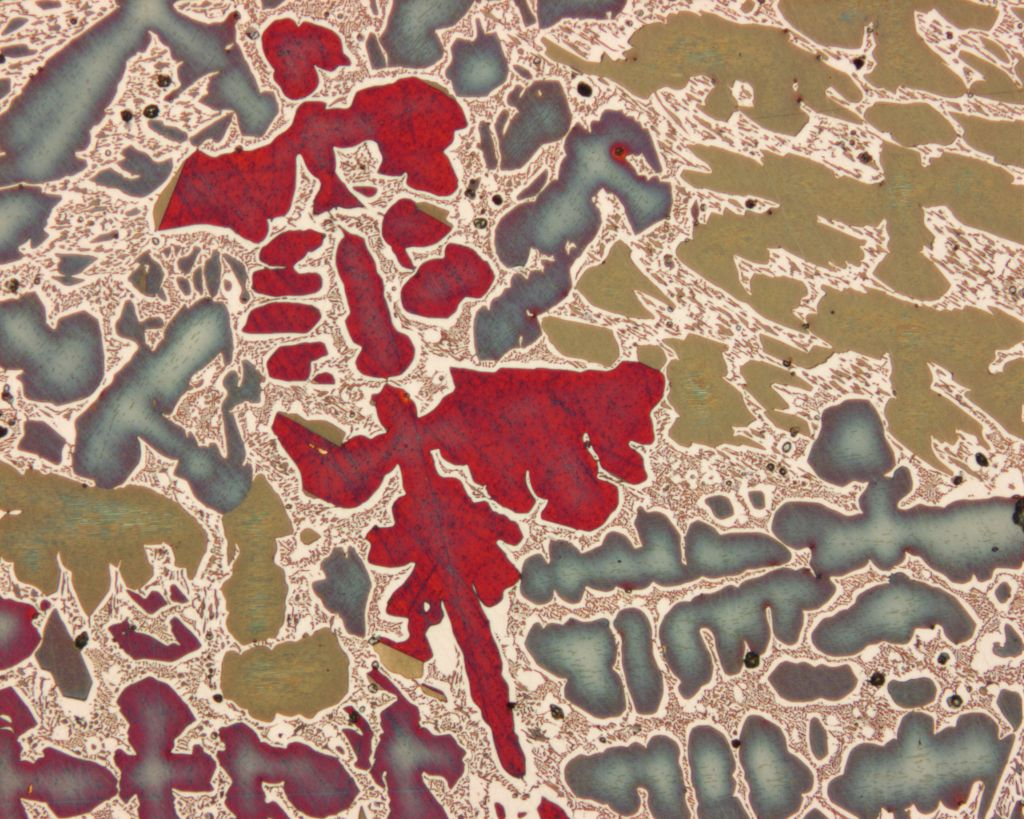
Zdjęcie mikroskopowe brązu

Metalografia – nauka o wewnętrznej budowie materiałów metalicznych (metale i ich stopy), oparta głównie na badaniach mikroskopowych. 
Metalografia jest połączeniem metaloznawstwa i krystalografii.

## Podział badań metalograficznych[1]
Makroskopowe - przeprowadzane okiem nieuzbrojonym lub przy powiększeniach osiągalnych za pomocą lupy (do 40x).
Badania metalograficzne makroskopowe służą głównie do oceny jakości materiału. Obserwacji poddaje się naturalne powierzchnie wyrobów, naturalne lub odpowiednio przygotowane przełomy albo powierzchnie wyszlifowane i wytrawione odpowiednimi odczynnikami. Często badanie makroskopowe jest pierwszym etapem ekspertyz powypadkowych.
Na powierzchni przedmiotu można ujawnić między innymi: ślady oddziaływania środowiska (zgorzelina, produkty korozji itp.), nieciągłości materiałowe, takie jak pęknięcia, pęcherze, pory, nadlewy, niedolewy, rysy, zwalcowania.
Na przełomach obserwuje się:
• charakterystyczne cechy przełomu, określające jego rodzaj,
• większe wtrącenia niemetaliczne, 
• wielkość i kształt ziaren,
• nieciągłości materiałowe,
• grubości charakterystycznych stref elementu, np. strefy zahartowanej.
Na zgładach metalograficznych makroskopowych określa się następujące cechy materiału: 
• naruszenie spójności metali i stopów, 
•strukturę pierwotną powstałą w wyniku krzepnięcia, 
• strukturę wtórną powstałą w wyniku przeróbki plastycznej na gorąco (włóknistość) i na zimno (linie odkształceń),
• niejednorodność struktury i składu wywołaną obróbką cieplną, cieplno-chemiczną, procesem technologicznym, 
• grubości charakterystycznych stref elementu
Mikroskopowe - mikroskopu metalograficznego świetlnego (optycznego), na którym możliwe jest osiągnięcie powiększeń od 50 do 1500 x. Badania metalograficzne mikroskopowe na mikroskopie świetlnym przeprowadza się na specjalnie przygotowanych próbkach, zwanych zgładami (lub szlifami) mikro.
Przeprowadzone na zgładach nietrawionych pozwalają na określenie: 
• rodzaju wtrąceń (orientacyjnie) i stopnia zanieczyszczenia stopu wtrąceniami niemetalicznymi, a także kształtu, wielkości i rozmieszczenia wydzieleń grafitu w żeliwie, 
• obecności mikropor, mikropęknięć i innych nieciągłości materiału.
Badania przeprowadzone na zgładach wytrawionych umożliwiają określenie: 
• rodzaju struktury materiału, 
• niekiedy przybliżonego składu chemicznego,
• kształtu i wielkości ziarn,
• rodzaju procesu technologicznego, obróbki cieplnej i cieplno-chemicznej,
• dokładnej grubości stref elementu o różnej strukturze oraz powłok, 
• przebiegu nieciągłości (przez ziarna, po granicach ziarn).